# Epitausa rubripuncta
Epitausa rubripuncta är en fjärilsart som beskrevs av Achille Guenée 1852. Epitausa rubripuncta ingår i släktet Epitausa och familjen nattflyn. Inga underarter finns listade i Catalogue of Life.